# Plaga (film)
Plaga (ang. The Reaping) – amerykański film fabularny z 2007 roku w reżyserii Stephena Hopkinsa z Hilary Swank w roli głównej.

## Opis fabuły
W tym filmie Hilary Swank wciela się w postać Katherine Winter - byłej chrześcijańskiej misjonarki, która po tym, jak jej cała rodzina zginęła w tragicznych okolicznościach, porzuca wiarę i staje się znaną na całym świecie demaskatorką religijnych zjawisk nadprzyrodzonych. Pewnego dnia staje jednak w obliczu przypominających biblijne plagi wydarzeń, z którymi zmagają się mieszkańcy małej mieściny w stanie Luizjana. Wraz z przyjacielem stara się wyjaśnić naukowo nowe „plagi”. Z czasem dowiaduje się, co, a raczej kto jest - według mieszkańców Haven - źródłem tych strasznych wydarzeń. W międzyczasie nawiedzają ją wspomnienia dotyczące zamordowanej w Sudanie rodziny: córki i męża. Z czasem wspomnienia wydają się coraz bardziej namacalne, a między Katherine a jednym z mieszkańców Haven rodzi się uczucie...

## Obsada
- Hilary Swank jako Katherine Winter
- David Morrissey jako Doug
- Idris Elba jako Ben
- AnnaSophia Robb jako Loren McConnell
- Stephen Rea jako Ojciec Costigan
- William Ragsdale jako Szeryf Cade